# Ischnomesus elegans
Ischnomesus elegans är en kräftdjursart som först beskrevs av Menzies1962.  Ischnomesus elegans ingår i släktet Ischnomesus och familjen Ischnomesidae. Inga underarter finns listade i Catalogue of Life.